# Campionati europei di atletica leggera 2024 - Salto con l'asta femminile
La gara del salto con l'asta femminile dei campionati europei di atletica leggera 2024 si è svolta l'8 e il 10 giugno.

## Podio
| Pos.    | Atleta               | Nazionalità   | Tempo    |
| ------- | -------------------- | ------------- | -------- |
| Oro     | Angelica Moser       | Svizzera      | 4,78 m = |
| Argento | Aikaterini Stefanidi | Grecia        | 4,73 m   |
| Bronzo  | Molly Caudery        | Gran Bretagna | 4,73 m   |

## Situazione pre-gara

### Record
Prima di questa competizione, il record del mondo, il record europeo e il record dei campionati erano i seguenti.
| Record                | Prestazione | Atleta                      | Data e luogo                    | Competizione            |
| --------------------- | ----------- | --------------------------- | ------------------------------- | ----------------------- |
| Record mondiale       | 5,06 m      | Elena Isinbaeva Russia      | 28 agosto 2009 Zurigo, Svizzera | Weltklasse Zürich 2009  |
| Record europeo        | 5,06 m      | Elena Isinbaeva Russia      | 28 agosto 2009 Zurigo, Svizzera | Weltklasse Zürich 2009  |
| Record dei campionati | 4,85 m      | Aikaterini Stefanidi Grecia | 9 agosto 2018 Berlino, Germania | Campionati europei 2018 |

### Campionesse in carica
Le campionesse in carica a livello europeo erano:
| Campionessa    | Atleta                | Prestazione | Data e luogo                               | Competizione                   |
| -------------- | --------------------- | ----------- | ------------------------------------------ | ------------------------------ |
| Europea        | Wilma Murto Finlandia | 4,85 m      | 17 agosto 2022 Monaco di Baviera, Germania | Campionati europei 2022        |
| Europea indoor | Wilma Murto Finlandia | 4,80 m(i)   | 4 marzo 2023 Istanbul, Turchia             | Campionati europei indoor 2023 |

### La stagione
Prima di questa gara, le atlete con le migliori tre prestazioni europee dell'anno erano:
| Pos. | Atleta                      | Prestazione | Data e luogo                       |
| ---- | --------------------------- | ----------- | ---------------------------------- |
| 1    | Molly Caudery Gran Bretagna | 4,86 m(i)   | 24 febbraio 2024 Rouen, Francia    |
| 2    | Wilma Murto Finlandia       | 4,81 m(i)   | 6 gennaio 2024 Kuortane, Finlandia |
| 3    | Angelica Moser Svizzera     | 4,75 m(i)   | 2 marzo 2024 Glasgow, Regno Unito  |

## Risultati

### Qualificazioni
Le qualificazioni si sono disputate a partire dalle 10:42 dell'8 giugno. Si qualificano alla finale le atlete che saltano 4,55 m (Q) o le dodici migliori misure (q).
| Pos. | Gruppo | Atleta               | Nazionalità   | 4,10 | 4,25 | 4,40 | 4,50 | 4,55 | Risultato | Note |
| ---- | ------ | -------------------- | ------------- | ---- | ---- | ---- | ---- | ---- | --------- | ---- |
| 1    | B      | Anjuli Knäsche       | Germania      | o    | o    | o    | o    |      | 4,50 m    | q    |
| 1    | B      | Elisa Molinarolo     | Italia        | -    | o    | o    | o    |      | 4,50 m    | q    |
| 1    | B      | Amálie Švábíková     | Rep. Ceca     | -    | -    | o    | o    |      | 4,50 m    | q    |
| 1    | B      | Wilma Murto          | Finlandia     | -    | -    | o    | o    |      | 4,50 m    | q    |
| 1    | A      | Molly Caudery        | Gran Bretagna | -    | -    | -    | o    |      | 4,50 m    | q    |
| 6    | A      | Angelica Moser       | Svizzera      | -    | -    | o    | xo   |      | 4,50 m    | q    |
| 6    | A      | Aikaterini Stefanidi | Grecia        | -    | -    | -    | xo   |      | 4,50 m    | q    |
| 6    | A      | Elina Lampela        | Finlandia     | o    | o    | o    | xo   |      | 4,50 m    | q    |
| 6    | A      | Roberta Bruni        | Italia        | -    | o    | o    | xo   |      | 4,50 m    | q    |
| 6    | B      | Pascale Stöcklin     | Svizzera      | -    | o    | o    | xo   |      | 4,50 m    | q    |
| 11   | B      | Ninon Chapelle       | Francia       | -    | o    | xo   | xo   |      | 4,50 m    | q    |
| 11   | A      | Alix Dehaynain       | Francia       | -    | xo   | o    | xo   |      | 4,50 m    | q    |
| 13   | A      | Sonia Malavisi       | Italia        | o    | o    | o    | xxx  |      | 4,40 m    |      |
| 13   | A      | Kitty Friele Faye    | Norvegia      | -    | o    | o    | xxx  |      | 4,40 m    |      |
| 13   | A      | Nikola Pöschlová     | Rep. Ceca     | o    | o    | o    | xxx  |      | 4,40 m    |      |
| 16   | A      | Eleni-Klaoudia Polak | Grecia        | -    | xo   | o    | xxx  |      | 4,40 m    |      |
| 16   | B      | Marleen Mülla        | Estonia       | o    | xo   | o    | xxx  |      | 4,40 m    |      |
| 18   | A      | Jacqueline Otchere   | Germania      | xo   | xo   | o    |      |      | 4,40 m    |      |
| 19   | A      | Lea Bachmann         | Svizzera      | xo   | xo   | xo   | xxx  |      | 4,40 m    |      |
| 20   | B      | Ariadni Adamapoulou  | Grecia        | o    | o    | xxo  | xxx  |      | 4,40 m    |      |
| 20   | A      | Marie-Julie Bonnin   | Francia       | -    | o    | xxo  | xxx  |      | 4,40 m    |      |
| 22   | A      | Hanga Klekner        | Ungheria      | -    | xo   | xxx  |      |      | 4,25 m    |      |
| 23   | B      | Caroline Bonde Holm  | Danimarca     | o    | xxo  | xxx  |      |      | 4,25 m    |      |
| 24   | A      | Saga Andersson       | Finlandia     | o    | xxx  |      |      |      | 4,10 m    |      |
| 24   | B      | Jana Hladijčuk       | Ucraina       | o    | xxx  |      |      |      | 4,10 m    |      |
| -    | B      | Elien Vekemans       | Belgio        | xxx  |      |      |      |      | nm        |      |
| -    | B      | Silja Andersson      | Finlandia     | xxx  |      |      |      |      | nm        |      |
| -    | B      | Holly Bradshaw       | Gran Bretagna | -    | xxx  |      |      |      | nm        |      |
| -    | B      | Lene Onsrud Retzius  | Norvegia      | -    | xxx  |      |      |      | nm        |      |
| -    | B      | Tina Šutej           | Slovenia      | r    |      |      |      |      | nm        |      |

### Finale
La finale si è tenuta il 10 giugno alle ore 20:15.
| Pos     | Atleta               | Nazionalità   | 4,28 | 4,43 | 4,58 | 4,68 | 4,73 | 4,78 | 4,83 | Risultato | Note                                     |
| ------- | -------------------- | ------------- | ---- | ---- | ---- | ---- | ---- | ---- | ---- | --------- | ---------------------------------------- |
| Oro     | Angelica Moser       | Svizzera      | -    | xxo  | o    | xo   | x-   | o    | xxx  | 4,78 m    | =                                        |
| Argento | Aikaterini Stefanidi | Grecia        | -    | o    | o    | o    | o    | x-   | xx   | 4,73 m    | Miglior prestazione personale stagionale |
| Bronzo  | Molly Caudery        | Gran Bretagna | -    | -    | o    | xo   | xo   | x-   | xxx  | 4,73 m    |                                          |
| 4       | Amálie Švábíková     | Rep. Ceca     | -    | o    | o    | xxx  |      |      |      | 4,58 m    |                                          |
| 4       | Elina Lampela        | Finlandia     | o    | o    | o    | xxx  |      |      |      | 4,58 m    |                                          |
| 6       | Elisa Molinarolo     | Italia        | o    | o    | xo   | xx-  | x    |      |      | 4,58 m    |                                          |
| 7       | Roberta Bruni        | Italia        | xo   | o    | xxo  | xxx  |      |      |      | 4,58 m    |                                          |
| 8       | Wilma Murto          | Finlandia     | -    | o    | xxx  |      |      |      |      | 4,43 m    |                                          |
| 9       | Ninon Chapelle       | Francia       | o    | xo   | xxx  |      |      |      |      | 4,43 m    |                                          |
| 9       | Alix Dehaynain       | Francia       | o    | xo   | xxx  |      |      |      |      | 4,43 m    |                                          |
| 11      | Anjuli Knäsche       | Germania      | xo   | xo   | xxx  |      |      |      |      | 4,43 m    |                                          |
| 12      | Pascale Stöcklin     | Svizzera      | o    | xxx  |      |      |      |      |      | 4,28 m    |                                          |